# Glens Fork
Glens Fork est une zone non incorporée (Unincorporated community) du comté d'Adair dans le Kentucky.

## Histoire
Glens Fork est localisée dans une région de calcaire, dont les sols est perforé par de nombreuses dolines et petites grottes. Les sols composent un paysage typiquement karstique, sans drainage direct par des cours d'eau. L'eau se déverse directement dans les dolines. Quelques cavernes contiennent des artefacts amérindiens.
Dater l'apparition des premiers colons à Glens Fork est difficile, mais le premier acte le mentionnant est enregistré au tribunal du comté d'Adair le 29 juin 1802. Glens Fork a été apparemment nommé par un des premiers propriétaires terriens, mais presque on ne connaît rien de lui.
Une autre possibilité consiste en ce que Glens Forks ait été nommée d'après David Glenn, un chasseur employé par George Rogers Clark. Le bureau de poste a été établi le 2 septembre 1857 et cessé ses activités le 31 juillet 1863, à cause de la Guerre civile américaine. Le bureau de poste est rétabli le 10 octobre 1865 et il est toujours en activité. 
Le 25 mars 1872, la ville de Glenville a été établie en lieu et place de Glens Fork selon une loi de l'Assemblée générale du Kentucky. Les frontières de ville sont établies comme un quart de mile dans chaque direction du coin du nord-est du Temple maçonnique, qui a été établi comme centre-ville. À une certaine date, le gouvernement de la ville a cessé et Glens Fork est redevenue une localité non incorporé.
La communauté a porté les noms précédent de Glens Fork, Glenville ou Glennville, et Hardscratch. Le nom Hardscratch peut se référer à un camp de la Guerre civile où la vie était dure.